# Telèfon de cortesia

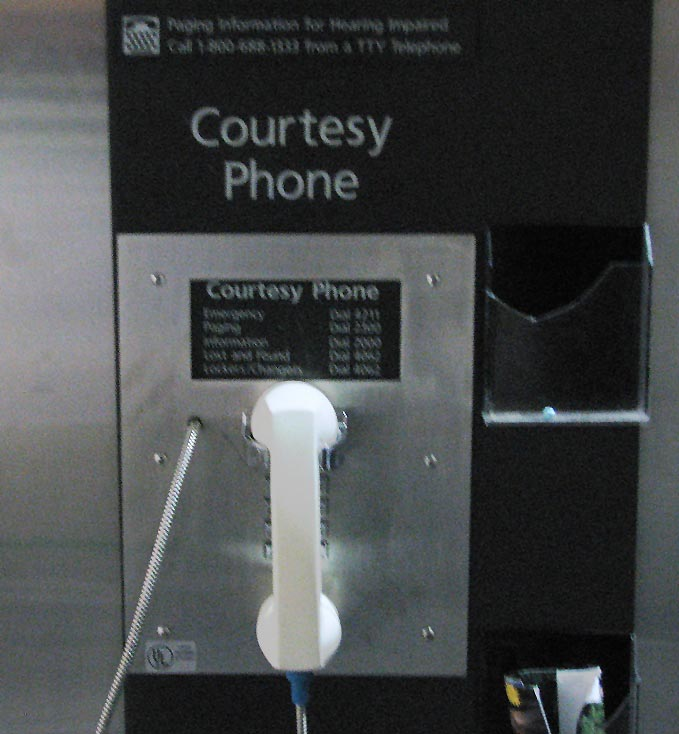
Un telèfon cortesia blanc

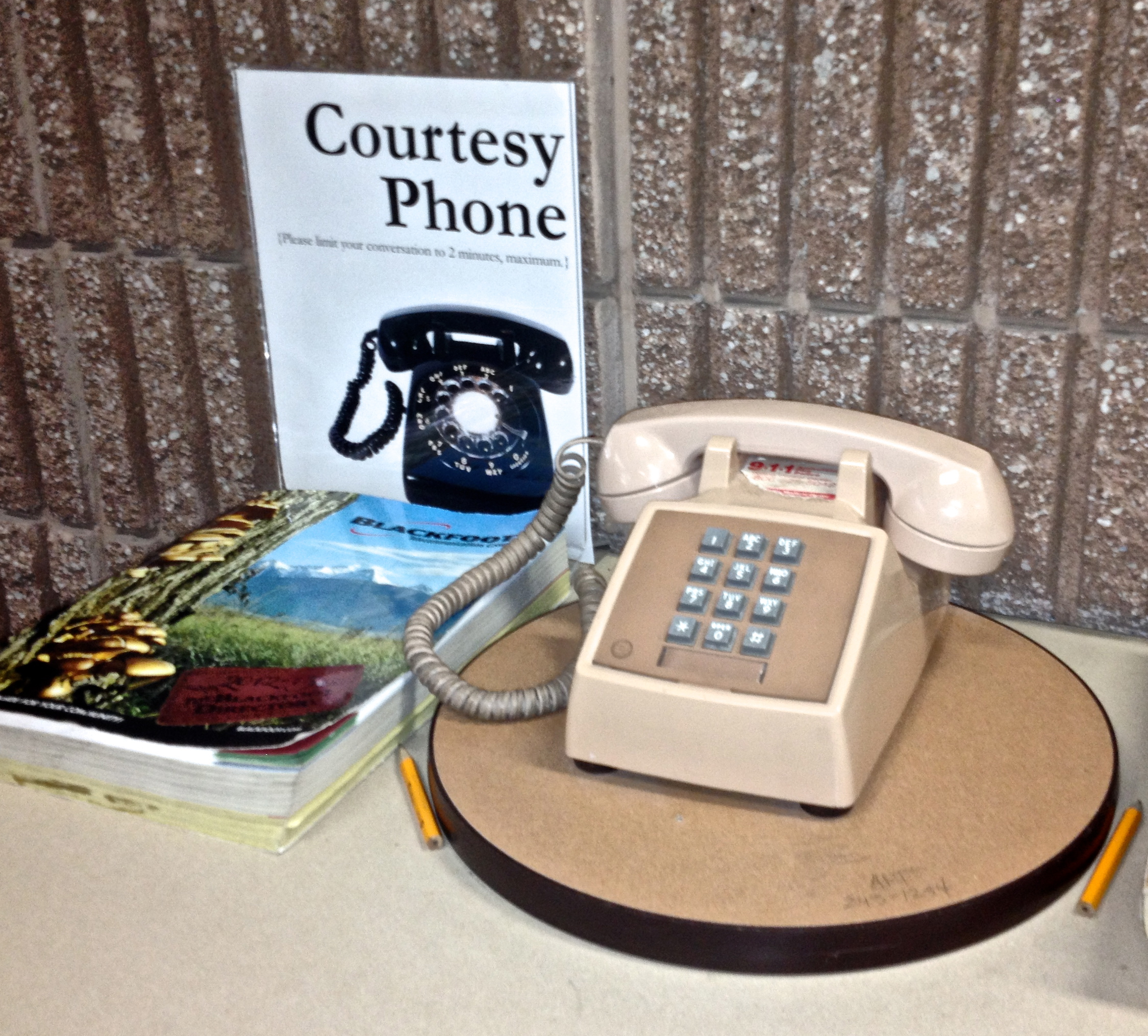
Telèfon gratis, el llibre de telèfon i llapis - Missoula Biblioteca Pública, Missoula, Montana.

El telèfon cortesia és un telèfon que es troba en Terminals d'Aeroports, grans estacions de tren, vestíbuls d'hotels i altres sales d'espera on hi ha molts viatgers, que s'utilitza per transmetre missatges a una persona específica.
Existeixen altres telèfons que també poden rebre el nom de "telèfons de cortesia". Solen estar situats en llocs públics o semipúblics i poden ser usats per a fer trucades externes.

## Ús
Normalment s'utilitza difonent pels altaveus d'un lloc públic, un missatge de l'estil de: "..Msrs. Jane, per favor, respongui al telèfon de cortesia més proper.." Els "telèfons de cortesia" solen tenir un color distintiu, que és tradicionalment blanc en els aeroports dels Estats Units, i la majoria no tenen possibilitat de fer trucades, sinó que tan sols són simples terminals per parlar amb un operador de centraleta o amb algun nombre fix. Alguns "telèfons de cortesia" tenen un doble ús podent-se emprar també com a telèfon d'emergència, amb botons per mitjà dels quals l'usuari pot distingir entre l'ús per a emergències o per a consultes.
Els clients poden utilitzar el telèfon de cortesia per buscar informació, com per exemple on trobar algun mitjà de transport o una persona que tracta de reunir-se amb ells. Alguns telèfons de cortesia proporcionen una línia directa amb una sèrie d'empreses anunciades, com per exemple hotels o taxis. Poden estar situats prop de la recollida d'equipatges, prop de l'àrea de venda de bitllets, o prop dels controls de seguretat.